# 알닐람
알닐람(오리온자리 엡실론, ε Ori) 또는 오리온자리 46은 오리온자리 방향으로 지구로부터 약 2000 광년 떨어져 있는 청색 초거성이다. 질량은 태양의 34 배 정도, 밝기는 태양의 27만 5천 배 ~ 53만 7천 배로 추정된다.

## 설명

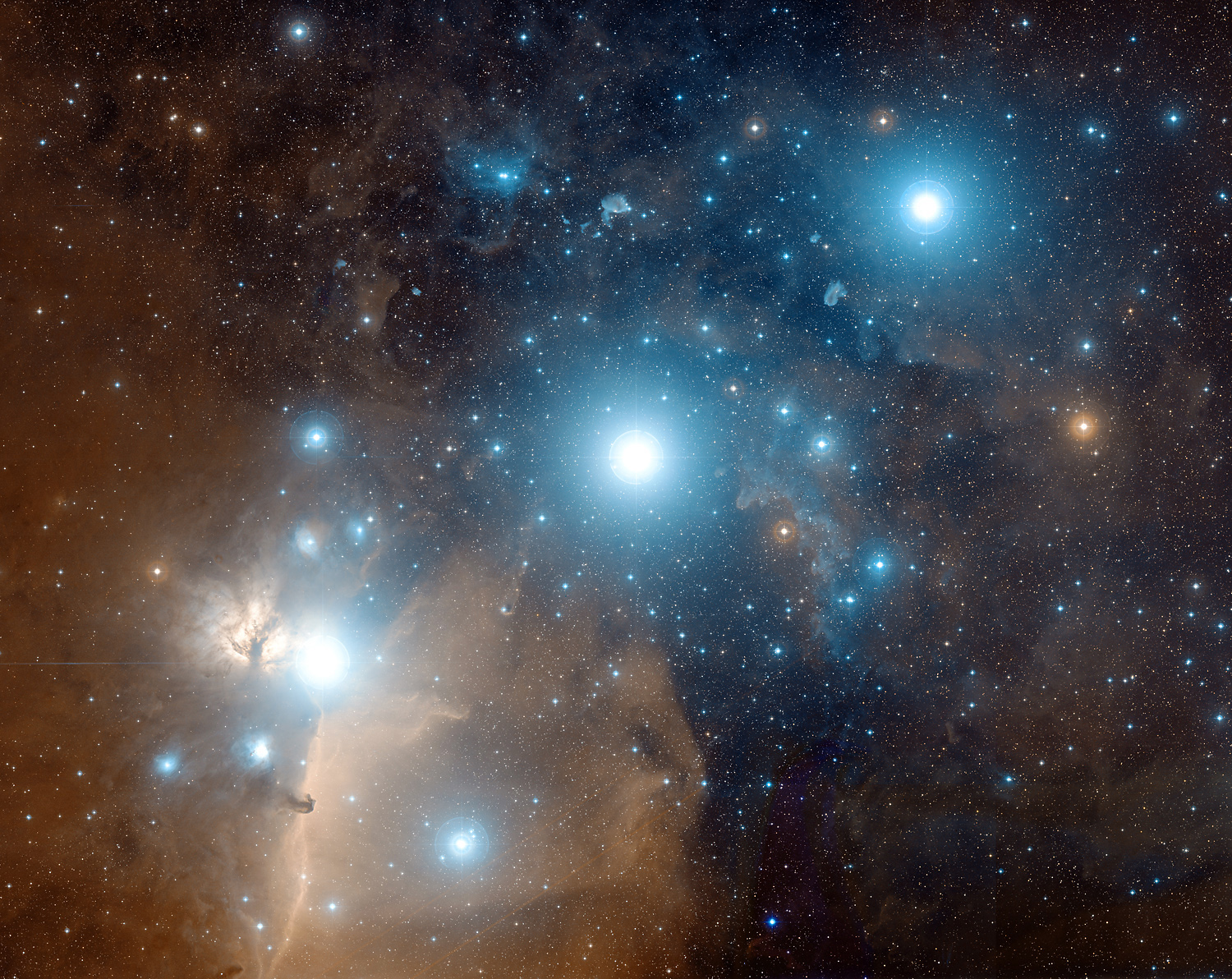
알닐람은 오리온의 허리띠를 이루는 세 별 중 가운데에 있으며(사진 중앙) 제일 밝다.

알닐람은 밤하늘에서 29번째로 밝으며(오리온자리에서는 네 번째) 청백색 초거성이다. 민타카와 알니타크와 함께 세 별은 오리온의 허리띠를 이루며 여러 고대 문명권에서 다양한 이름으로 불려 왔다. 알닐람은 허리띠 세 별 중 가운데에 있다. 밝기는 1.64에서 1.74 등급 사이에서 진폭을 보인다. 1943년 이래 이 별의 스펙트럼은 다른 항성들의 분광형을 분류하는 데 사용하는 안정적인 기준점 역할을 수행해 왔다. 알닐람은 천측항법에 사용되는 58개 별 중 하나이기도 하다. 밤하늘에서는 12월 15일 자정 경 가장 높은 고도에 뜬다. 알닐람의 스펙트럼은 상대적으로 단순하여 성간매질을 연구하는 데에 유용하게 쓰인다. 분자구름 NGC 1990에 둘러싸여 있으며 알닐람은 이 분자구름을 비추어 반사성운을 형성한다. 별에서 나오는 항성풍의 속도는 초당 2000 킬로미터에 이르는데 이로부터 계산한 알닐람의 질량손실속도는 태양의 2천만 배에 이른다.

## 특징
알닐람의 속성값은 논문에 따라 다양하다. 크라우더 연구진은 2006년 항성풍 및 대기 모델링을 사용하여 이 별의 밝기는 태양의 27만 5천 배, 유효 온도는 2만 7천 켈빈, 반지름은 태양의 24 배라는 결론을 얻었다. 반면 설 연구진은 2008년 CMFGEN 코드로 스펙트럼을 분석, 밝기는 태양의 53만 7천 배, 유효 온도는 27,500 ± 100 켈빈, 반지름은 태양의 32.4 ± 0.75 배로 추정했다. 오리온자리 OB1 성협 구성원들의 스펙트럼과 나이를 분석한 결과 알닐람의 질량은 태양의 34.6 배(주계열성이었던 시절에는 태양의 40.8 배), 나이는 570만 년으로 예측하였다.
이후 히파르코스 위성으로 알닐람의 연주시차 값이 기존보다 작게 나와 이 별이 우리가 알던 것보다 더 멀리 떨어져 있음을 알게 되었다.(지구로부터 약 606 파섹) 원래 히파르코스가 측정한 거리는 약 412 파섹이었다. 606 파섹 거리를 가정하면 알닐람의 밝기는 최대 태양의 86만 3천 배까지 올라간다.

## 명명법과 역사
오리온자리 엡실론은 바이어 명명법으로, 오리온자리 46은 플램스티드 명명법으로 표기한 것이다.
고유명칭 알닐람은 아랍어 النيلم (알-닐람)에서 온 것으로 '사파이어' 뜻의 '닐람'과 관계가 있다. 다른 표기로는 알니한(Alnihan)과 알니탐(Alnitam)이 있는데 셋 다 음역(音譯) 과정상 실수 또는 사본을 만들 때의 오류로 보인다. 2016년 국제천문연맹은 별들의 고유명칭을 공식 목록화할 목적으로 항성명칭 심의위원회(WGSN)를 조직했다. WGSN은 2016년 7월 인증된 항성명칭을 고시했으며 알닐람은 여기에 포함되었다. 현재 알닐람은 국제천문연맹 항성명칭목록에 등재되어 있다.

### 오리온의 허리띠
오리온의 허리띠를 구성하는 세 별은 여러 문화권에서 셋을 하나로 묶은 개념으로 인식되어 왔다. 아랍어로 세 별은 '알 니자드'(허리띠), '알 나사크'(줄), '알 알카트'(황금색 낱알 또는 황금색 땅콩) 등으로, 근대 아랍어로는 '알 미잔 알 하아크'(정확한 저울대)로 표기되었다. 중국 신화 역시 이 세 별을 저울대로 인식하였다. 동아시아 별자리에서는 28수 중 삼수(중국어 간체자: 参宿, 정체자: 參宿, 병음: Shēn Xiù)에 포함된다. 삼수는 백호에 속해 있기도 하다.

## 같이 보기
- 질량이 큰 항성 목록